# فرنسيس بومونت
فرنسيس بومونت (بالإنجليزية: Francis Beaumont)‏ ( 1584 – 1616 ) كاتب مسرحي إنجليزي اقترن اسمه باسم فلنشر حين اشتركا معا في الكتابة للمسرح ، تأثر أول حياته بأسلوب حياته بأسلوب الكاتب المسرحي بن جونسون تختلط التراجيديا بالكوميديا في مؤلفاته شأنها شأن كثير من مسرحيات عهد اليزابيث ،

## من مؤلفاته
مع فلتشر كاره النساء 1606 ومما اتفرد بتأليفه قناع الكنيسة 1613 و مسرح أبولو .

## روابط خارجية
- فرنسيس بومونت على موقع الموسوعة البريطانية (الإنجليزية)
- فرنسيس بومونت على موقع ميوزك برينز (الإنجليزية)
- فرنسيس بومونت على موقع إن إن دي بي (الإنجليزية)
- فرنسيس بومونت على موقع ديسكوغز (الإنجليزية)